# Yoshinobu Miyake

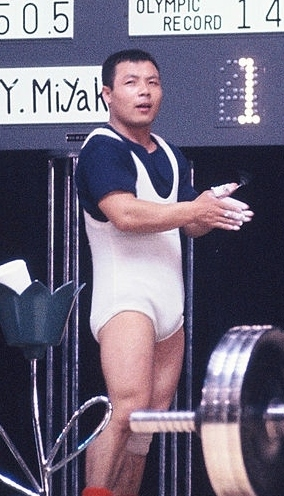
Yoshinobu Miyake bei den Olympischen Spielen 1964

Yoshinobu Miyake (japanisch 三宅 義信, Miyake Yoshinobu; * 24. November 1939 in Murata, Landkreis Shibata, Präfektur Miyagi) ist ein ehemaliger japanischer Gewichtheber und mehrfacher Weltmeister und Olympiasieger.

## Werdegang
Yoshinobu Miyake stammt aus einer kinderreichen Familie aus Tokio. Sein Vater war Ingenieur. Einer seiner vier Brüder, der fünf Jahre jüngere Yoshiyuki, wurde ebenfalls Gewichtheber. Im Jahre 1968 wurde Yoshinobu Miyake Olympiasieger und Yoshiyuki Miyake wurde Dritter im Gewichtheben in der Gewichtsklasse "Federgewicht".
Yoshinobu kam durch einen Schulfreund zum Gewichtheben, der den damals bekannten Gewichtheber Katsuragawa kannte und mit Yoshinobu zusammenbrachte. In den nächsten Jahren trainierten beide zusammen, ohne einen speziellen Trainer. Die Leistungen von Yoshinobu waren bald so gut, dass er zu den Olympischen Spielen 1960 nach Rom entsandt wurde. Dort gewann er seine erste Olympiamedaille. Bis 1972 gehörte er dann der absoluten Weltspitze an, erst im Bantam- und dann im Federgewicht. Am Ende seiner großen Karriere hatte er zwei olympische Goldmedaillen, eine Silbermedaille und fünf Weltmeistertitel im Mehrkampf gewonnen. Er war damit fast genauso erfolgreich, wie der Amerikaner Thomas Kono, der bei gleicher olympischer Ausbeute einen WM-Titel mehr gewann.
Yoshinobu Miyake wurde nach einem Universitätsstudium Polizeioffizier in Tokio und war auch Trainer der japanischen Gewichtheber-Nationalmannschaft.

## Internationale Erfolge
(OS = Olympische Spiele, WM = Weltmeisterschaften, Ba = Bantamgewicht, Fe = Federgewicht)
- 1960, Silbermedaille, OS in Rom, Ba, mit 337,5 kg, hinter Charles Vinci, USA, 345 kg und vor Elmkah, Iran, 330 kg
- 1961, 3. Platz, WM in Wien, Ba, mit 337,5 kg, hinter Wladimir Stogow, UdSSR, 345 kg, Imre Földi, Ungarn, 345 kg und vor Vinci, 327,5 kg
- 1962, 1. Platz, WM in Budapest, Ba, mit 352,5 kg, vor Földi, 337,5 kg und Stogow, 330 kg
- 1963, 1. Platz, WM in Warschau, Fe, mit 375 kg, vor Isaac Berger, USA, 367,5 kg und Földi, 365 kg
- 1964, Goldmedaille, OS in Tokio, Fe, mit 397,5 kg, vor Berger, 382,5 kg und Mieczysław Nowak, Polen, 377,5 kg
- 1965, 1. Platz, WM, Fe, mit 385 kg, vor Nowak, 375 kg und Rudolf Kozłowski, Polen, 360 kg
- 1966, 1. Platz, WM in Berlin, Fe, mit 387,5 kg, vor Nowak, 382,5 kg und seinem Bruder Yoshiyuki Miyake, 370 kg
- 1966, 1. Platz Asian-Games in Bangkok, Fe, mit 377,5 kg, vor An Yong-Chul, Südkorea, 360 kg
- 1968, Goldmedaille, OS in Mexiko-Stadt, mit 392,5 kg, vor Dito Schanidse, UdSSR, 387,5 kg und Yoshiyuki Miyake, 385 kg
- 1972, 4. Platz, OS in München, mit 385 kg, hinter Norair Nurikjan, Bulgarien, 402,5 kg,  Schanidse, 400 kg und Janos Benedek, Ungarn, 390 kg

## Weltrekorde
(alle im Federgewicht aufgestellt)
im beidarmigen Reißen:
- 114,5 kg, 1961 in Nagasaki
- 115 kg, 1962 in Tokio
- 117,5 kg, 1962 in Košice
- 118,5 kg, 1962 in Warschau
- 120 kg, 1963 in Yamaguchi
- 122,5 kg, 1964 in Niigata
- 123 kg, 1964 in Tokio
- 123,5 kg, 1965 in Košice
- 125 kg, 1967 in Saitoma
- 125,5 kg, 1969 in Nagasaki

im beidarmigen Stoßen:
- 150 kg, 1962 in Okajama
- 150,5 kg, 1963 in Tokio
- 151 kg, 1964 in Tokio

im olympischen Dreikampf:
- 375 kg, 1962 in Okajama
- 377,5 kg, 1963 in Tokio
- 380 kg, 1964 in Takasaki
- 385 kg, 1964 in Niigata
- 387,5 kg, 1964 in Estaki
- 397,5 kg, 1964 in Tokio
- 400 kg, 1969 in Matsura